# یغمورعلی
یغمورعلی، روستایی است از توابع بخش مرکزی شهرستان ارومیه استان آذربایجان غربی ایران. مردم این روستا ترک می باشند.

## جمعیت
این روستا در دهستان باش‌قلعه قرار داشته و بر اساس سرشماری سال ۱۳۸۵ جمعیت آن ۲۳۲ نفر (۷۲ خانوار)تا دهه ۱۳۵۰ شمسی نصف جمعیت این روستا آشوری و مسیحی بودند و نصف دیگر ترک و مسلمان،شیعه مذهب بودند. هم اکنون همه جمعیت این روستا از ترک ها تشکیل شده است .